# 温州世界贸易中心
溫州世界貿易中心位于浙江省温州市鹿城区解放南路。

## 历史
2003年6月开建，2010年完工。楼高333米，地上68层、地下4层，共72层。是一座集商业、办公、观光、娱乐、餐饮、会议等功能为一体的综合性商贸办公大厦。该楼是浙江省第一高楼、中国砼结构第一高楼。